# 高瀬真尚
高瀬 真尚（たかせ まさなお、1961年12月9日－）は日本の放送作家・プロデューサー。

## 来歴
1961年、栃木県宇都宮市生まれ。上智大学文学部哲学科卒業。1985年、放送作家活動開始。フリーランスを経て、1993年、映像制作集団（株）ジーワン設立。
「まだ誰も見たことがないものを創る！」をコンセプトに創作活動を展開。テレビ番組、CF、Webコンテンツなど、さまざまなメディアで斬新なコンテンツを企画・制作。2004年、（株）ズノー設立。馬主でもある。

## 現在の担当番組
- 行列のできる法律相談所

## これまでの主な担当番組
- 発掘!あるある大事典
- めざましテレビ
- 日立 世界・ふしぎ発見!
- ウゴウゴルーガ
- TVチャンピオン
- 開運!なんでも鑑定団
- ギミア・ぶれいく
- 学問の秋スペシャル 日本の歴史
- 報道2001
- 文學ト云フ事
- 音効さん
- よい国
- 江角マキコの恋愛の科学
- ラブトピア